# Eupithecia divina
Eupithecia divina là một loài bướm đêm trong họ Geometridae.